# Salix livescens
Salix livescens är en videväxtart som beskrevs av Döll. Salix livescens ingår i släktet viden, och familjen videväxter. Inga underarter finns listade i Catalogue of Life.